# T. S. Eliot
Thomas Stearns Eliot OM, gyakran csak T. S. Eliot (St. Louis, Missouri, 1888. szeptember 26. – London, 1965. január 4.) amerikai születésű Angliában letelepedett irodalmi Nobel-díjas költő, drámaíró és kritikus.
A 20. század első felében jelentősen hozzájárult a költészet újjászületéséhez Angliában és Amerikában, ő volt a modern irodalom ismert és elismert „diktátora”.

## Életpályája
Családja még a 17. században vándorolt ki Bostonba, egyházi és világi méltóságokra emelkedve gyökereztek meg a új-angliai puritán hagyományokban. Apja tekintélyes üzletember, anyja, Charlotte Stearns, gazdag bostoni kereskedőcsalád sarja volt. Családja tudta őt taníttatni a Harvard egyetemen. 1910/11-es tanévben Európába ment tanulni, a párizsi Sorbonne-ra. 1911-tól 1913-ig újra a Harvardon tanult, filozófiát hallgatott. Főleg az ún. új kritikai irány megalapítója, az irodalomkritikus és kultúrfilozófus Irving Babbitt (1865–1933) és George Santayana (1863–1952) filozófus, esszéíró, költő és novellaíró előadásait kedvelte.
1913-ban Németországba, 1914-ben Angliába utazott. 1914–1915-ben az oxfordi Merton College-ban filozófiát tanult. 1915-ben állást vállalt Londonban. Latint, franciát, rajzot, földrajzot, történelmet, matematikát, úszást és baseballt tanított a Highgate Schoolban, majd a Lloyd Banknál vállalt tisztviselői állást.
1917–1919-ig az imagista mozgalom Egoist c. folyóiratának lett munkatársa, majd segédszerkesztője. 1925-től 1965-ig a Faber and Faber kiadó szerkesztője, később igazgatója lett. 1927-ben felvette a brit állampolgárságot, s még ugyanebben az évben belépett az anglikán egyház hívőinek körébe. Költő, kritikus és drámaíró volt, mindhárom műnemben maradandót alkotott, de a lírában első jelentős költeményével, A puszta országgal (The Waste Land) valóságos irodalmi forradalmat robbantott ki, egyik kritikusa szerint, ez "majdnem olyan zavart keltő volt, mint a szarajevói gyilkosság."

## Művészete
Költészetére leginkább a francia szimbolizmus és a Jakab-kori angol metafizikus költők (például John Donne) hatottak, költői képalkotási módszereit a kortárs Ezra Pound és az imagisták élesen metszett pontossága befolyásolta, természetesen ezek csak a fő vonalak, filozófiai ismereteit, az irodalom számos más területére kiterjedő műveltségét (Dante, 17. századi angol drámák) nem is vettük számba.
Az 1910-es években, rendszeresen 1917-től jelentek meg verskötetei, melyekben költői személytelenség, irónia, elvont gondolatiság tükröződött, igazán átütő sikert, nagy újdonságot és választóvonalat A puszta ország (The Waste Land) című verse jelentett. Nyomtatásban e költemény először 1922-ben látott napvilágot, a T. S. Eliot által alapított és 17 éven át általa szerkesztett, Criterion folyóiratban. Meghökkentően hosszú, 433 sorból áll, melyet a költő 191 soros filológiai magyarázata követ. Az angolszász avantgárd olyan emblematikus alkotása a lírában, mint a prózában James Joyce Ulysses c. regénye. Mindkét mű egyazon évben, 1922-ben jelent meg, Eliot verse Londonban, Joyce regénye Párizsban.
A háború felé közeledő Európában, később az első világháborút követő 1920-as években a fő kérdés az életben maradt fiatal nemzedék számára az volt, hogyan élhetnek tovább. A fiatalokat foglalkoztató érzések, gondolatok a lírában legtökéletesebben T. S. Eliot verseiben fejeződtek ki. A megszokott világ széttöredezett, ennek szimbólumaként töredéksorozatokat jelenített meg T. S. Eliot lírája.
Egyik első legjelesebb versében, a J. Alfred Prufrock szerelmi énekében mitologikus címmel jelentkezik, de hamar kiderül, hogy inkább egy komikus hőseposzról van szó. Egy kopaszodó, középkorú ember határozatlan, kételkedő öniróniával teli vallomása elfecsérelt fiatalságáról, életéről hallható ki belőle.
Annál nehezebb dolga van az olvasónak A puszta ország c. költeménnyel, amely már nem egy beszélő szubjektum képzete, hanem a személytelen költészetfelfogás jegyében vonultatja fel a tárgyakat, a szituációk és az események egész láncolatát már nemcsak szövegtöredékek, hanem törmelékek, kollázsok formájában is, de a kollázsok már nem ragaszthatók fel egy egységes kulturális anyagra, a világ széttöredezett. Tovább fokozta a költő ezt az érzetet 1925-ben írt, Az üresek (The Hollow Men) c. költeményében, melyben kifejezi, hogy a törmelékek puszta országát üres emberek lakják. Ezek a költemények mintegy megtestesítik az első világháború után feltörő kaotikus és reménytelen érzéseket.
A költő beveti teljes műveltségi anyagát saját ars poétikájához híven, melynek lényege az, hogy az emberiség költészete egy nagy egész, amelyben benne van valamennyi valaha megírt költemény, s még ezen belül is a költemények nem időbeni egymásutániságukban léteznek, hanem egymás mellett, tehát Homérosz, Európa és Anglia teljes költészeti anyaga egymás mellett létezik.
T.S. Eliotot fiatal kortársai és az őt követő fiatal nemzedékek értették, előadták, sokszor polgárpukkasztás céljából is, az avantgárd angol líra hangadói lettek a költő 1920-as évek első felében írt költeményei. Későbbi, egyre nehezebben követhető versciklusai már többnyire a költő új vallásosságáról szólnak. Költészetében bekövetkezett fordulata miatt egyre több kritika érte az irodalmi életben a fiatalok részéről.
1927-től, a költő brit társadalomba való betagozódása (angol állampolgárság, anglikán vallás) után egyre inkább konzervatív lett, lassan a versírás helyett a drámaírás került nála előtérbe. Drámáiban a mártíromság szükségességét hangsúlyozta. Leghelyénvalóbb ez a mondanivaló a Gyilkosság a székesegyházban című drámájában, mely Becket Tamás angol vértanú haláláról szól. Filozófiai párbeszédek és monológok sorozata e drámája, színpadi előadásra kevésbé alkalmas, ennek ellenére jó rendezők színre vitték nálunk Magyarországon is. Színpadra vihetőbb darabjai is vannak, a Családi összejövetel és a Koktél hatkor/Koktél parti (The Coctail Party), e drámák korabeli családi konfliktusok kapcsán közvetítenek vallási mondanivalót.
Esszéi nagyon érdekesek, olvasmányosak, számot adnak a költő és drámaíró művészetfelfogásáról, s betekinthetünk általa a korszak által értékelt régi és új írókhoz. Igen különös, hogy például Eliot Jean Racine és Ben Jonson alkotásait többre becsülte, mint William Shakespeare műveit. Irodalmi irányzatokat illetően elítélte a romantika anarchiáját, énkultuszát és érzelmességét, ez fiatal korától kezdve így volt, aztán megteremtette költészetében a modern lírát, majd egyre inkább a 20. századi újklasszicizmus híve lett.

## Emlékezete

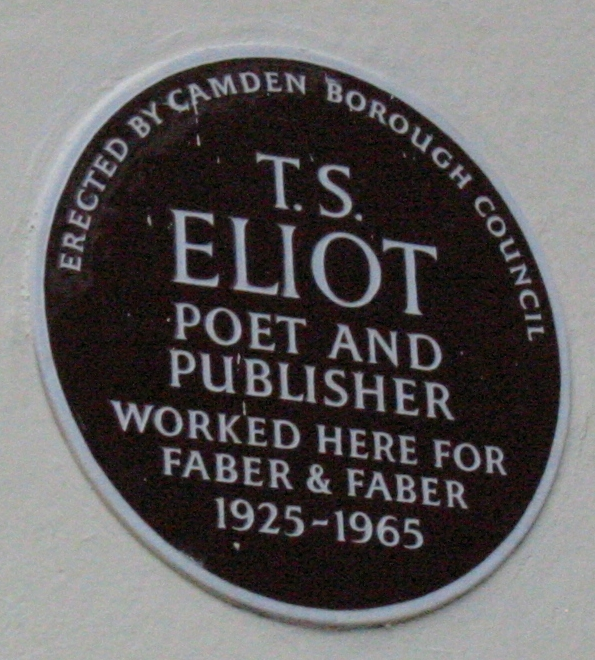
Emléktáblája a Faber & Faber épületének falán Londonban

Az Egyesült Királyságban 1993-ban a Költészeti könyvek társaság (Poetry Book Society) megalapította a legjobb brit vagy ír verseskötet számára a T. S. Eliot-díjat. E díjtól teljesen függetlenül a Missouri Állambeli Truman State University Press is alapított egy költészeti díjat T. S. Eliot tiszteletére, a díj elnevezése: T.S. Eliot Prize for Poetry.

## Művei (válogatás)

### Versek
- J. Alfred Prufrock szerelmi éneke (The Love Song of J. A. P., 1914)
- Puszta ország / Átokföldje / Szikföld[35] (The Waste Land, 1922)
- Hamvazószerda (Ash-Wednesday, 1930)
- Macskák könyve (Old Possum's book of practical cats, 1939)
- Négy kvartett (Four Quartets, 1944)

### Drámák
- A harcoló Sweeney (Sweeney Agonistes, 1932)
- A szikla (The Rock, 1934)
- Gyilkosság a székesegyházban (Murder in the Cathedral, 1935)
- Családi összejövetel (The Family Reunion, 1939)
- Koktél hatkor (The Coctail Party, 1949)

### Esszék
- Lancelot Andrewesnak (For Lancelot Andrewes, 1928)
- A költészet haszna és a kritika haszna (1936)
- Egy keresztény társadalom gondolata (1939)
- Jegyzetek a kultúra meghatározásáról (1948)
- A költészetről és a költőkről (1957)
- A kritikus kritikája (1965)

## Magyarul
- Válogatott versek / Gyilkosság a székesegyházban. Dráma; ford., bev. Vas István, utószó Ungvári Tamás; Európa, Budapest, 1966
- Hagyomány és egyéniség; ford. Szentkuthy Miklós; in: Hagyomány és egyéniség. Az angol esszé klasszikusai; vál. Európa Könyvkiadó munkaközössége, közrem. Ruttkay Kálmán, Ungvári Tamás, utószó Abody Béla, jegyz. Abádi Nagy Zoltán; Európa, Budapest, 1967
- Koktél hatkor. Vígjáték; ford. Vas István, utószó Ungvári Tamás; Európa, Budapest, 1968 (Modern könyvtár)
- T. S. Eliot legszebb versei; ford. Lőrinczi László, Szász János, Szemlér Ferenc, jegyz. Szilágyi Domokos; Albátrosz, Bukarest, 1970
- Macskák könyve; ford. Nemes Nagy Ágnes et al.; Móra, Budapest, 1972
- T. S. Eliot versei; ford. Fodor András et al., jegyz. Takács Ferenc; Európa, Budapest, 1978 (Lyra mundi)
- Káosz a rendben. Irodalmi esszék; vál., előszó Egri Péter, ford. Bódis Edit et al.; Gondolat, Budapest, 1981
- Versek / Drámák / Macskák könyve; ford. Ferencz Győző et al., jegyz. Takács Ferenc; Európa, Budapest, 1986
- Elveszett költemények; ford., szerk., bev., jegyz. Kappanyos András; Orpheusz, Budapest, 1997
- Válogatott versek; ford., előszó, jegyz. Adrian (Kégl) Krudy, szerk. Bartha Zoltán; Tinivár, Kolozsvár, 2002
- A kultúra meghatározása. Jegyzetlapok; ford. Lukácsi Huba; Szt. István Társulat, Budapest, 2003 (Szent István könyvek)
- Gyilkosság a székesegyházban. Thomas Becket. Dráma; ford. Vas István; Holnap, Budapest, 2006 (Vas István művei. Műfordítások)
- Hamvazószerda. T. S. Eliot versei Ormay Tom fordításában; Napkút, Budapest, 2013 (Káva téka)
- Macskák. T. S. Eliot verseinek Andrew Lloyd-Webber musicaljéhez készített változata Romhányi József magyarításában; magánkiadás, Budapest, 2013
- Macskák. Oposszum Apó hasznos és mulattató Macskáriuma; ford. Havasi Attila, Varró Dániel; Pagony, Budapest, 2019
- Egy keresztény társadalom eszméje / A hagyomány és az egyéni tehetség; szerk. Molnár Attila Károly; ford. Katona László; Századvég, Budapest, 2021 (Furor politicus)
- Szikföld; ford. Háy János; Európa, Bp., 2022

## Díjai, elismerései
- Irodalmi Nobel-díj (1948)